# Corbières, Aude
Corbières (Corbièras trong tiếng Occitan) là một xã của Pháp, nằm ở tỉnh Aude trong vùng Occitanie. 
Người dân địa phương trong tiếng Pháp gọi là Corbiérais.

## Hành chính
| Danh sách các xã trưởng                |           |                 |      |           |
| Giai đoạn                              | Giai đoạn | Tên             | Đảng | Tư cách   |
| tháng 3 năm 2001                       | 2008      | Auguste Caraben |      | Xã trưởng |
| tháng 3 năm 2008                       | 2014      | Daniel Torres   |      | Xã trưởng |
| Tất cả các dữ liệu trước đây không rõ. |           |                 |      |           |

## Thông tin nhân khẩu
| Năm | 1962 | 1968 | 1975 | 1982 | 1990 | 1999 |
| --- | ---- | ---- | ---- | ---- | ---- | ---- |
| Dân số | 9    | 26   | 27   | 35   | 33   | 26   |
| From the year 1962 on: No double counting—residents of multiple communes (e.g. students and military personnel) are counted only once. |      |      |      |      |      |      |